# Tajik League 2015
De Tajik League 2015 is het 24e seizoen van het voetbalkampioenschap van Tadzjikistan (Ligai olii Toçikiston).
Het hoogste niveau bestaat uit tien voetbalclubs en er wordt gevoetbald van het voorjaar tot en met het najaar. Titelhouder van vorige seizoen is Istiqlol Dushanbe.

## Teams
| Team                    | Locatie      | Stadion                        | Capatiteit |
| ----------------------- | ------------ | ------------------------------ | ---------- |
| Barqi Tojik             | Hisor        | Central Republican Stadium     | 24.000     |
| CSKA Pomir Dushanbe     | Dushanbe     | CSKA Stadium                   | 7.000      |
| Daleron-Uroteppa        | Istaravshan  | Istaravshan Arena              | 20.000     |
| Istiklol                | Dushanbe     | Central Republican Stadium     | 24.000     |
| Khayr Vahdat            | Vahdat       |                                |            |
| Khujand                 | Khujand      | 20-Letie Nezavisimostistadion  | 20.000     |
| Parvoz Bobojon Ghafurov | Ghafurov     | Furudgoh Stadium               | 5.000      |
| Ravshan                 | Kulob        | Kulob Central Stadium          | 20.000     |
| Regar-TadAZ             | Tursunzoda   | Stadium Metallurg 1st District | 20.000     |
| Vakhsh                  | Qurghonteppa | Tsentralnyi Stadium            | 10.000     |

## Stand
| Pos | Team                | Wed | W  | G | V  | Ptn | DV | DT | +/− | Kwalificatie of degradatie |
| --- | ------------------- | --- | -- | - | -- | --- | -- | -- | --- | -------------------------- |
| 1   | Istiklol (C, Q)     | 18  | 16 | 2 | 0  | 50  | 69 | 5  | +64 | AFC Cup 2016               |
| 2   | FK Khujand (Q)      | 18  | 12 | 3 | 3  | 39  | 34 | 21 | +13 | AFC Cup 2016               |
| 3   | Ravshan Kulob       | 18  | 10 | 4 | 4  | 34  | 37 | 26 | +11 |                            |
| 4   | Regar-TadAZ         | 18  | 9  | 6 | 3  | 33  | 31 | 14 | +17 |                            |
| 5   | Khayr Vahdat FK     | 18  | 8  | 5 | 5  | 29  | 21 | 26 | −5  |                            |
| 6   | CSKA Pomir Dushanbe | 18  | 8  | 2 | 8  | 26  | 18 | 22 | −4  |                            |
| 7   | Barki Tajik         | 18  | 4  | 2 | 12 | 14  | 17 | 32 | −15 |                            |
| 8   | Vakhsh              | 18  | 3  | 4 | 11 | 13  | 11 | 34 | −23 |                            |
| 9   | FK Daleron-Uroteppa | 18  | 3  | 3 | 12 | 12  | 16 | 36 | −20 |                            |
| 10  | Parvoz              | 18  | 1  | 1 | 16 | 4   | 6  | 44 | −38 |                            |

### resultaten
| Thuis \ Uit             | BKT | CSKA | DAU | IST | KHJ | KVD | PBG | RAV | RAZ | VAK |
| ----------------------- | --- | ---- | --- | --- | --- | --- | --- | --- | --- | --- |
| Barki Tajik             |     | 0–1  | 3–1 | 0–5 | 1–3 | 2–4 | 1–0 | 2–2 | 1–3 | 2–0 |
| CSKA                    | 1–0 |      | 1–0 | 1–5 | 3–2 | 3–1 | 1–0 | 2–3 | 0–0 | 0–0 |
| Daleron-Uroteppa        | 2–0 | 1–2  |     | 0–1 | 1–2 | 0–3 | 1–1 | 3–4 | 1–2 | 1–1 |
| Istiklol                | 3–1 | 1–0  | 4–0 |     | 2–0 | 8–0 | 8–0 | 6–1 | 1–0 | 5–0 |
| Khujand                 | 1–0 | 1–0  | 1–1 | 1–7 |     | 3–0 | 1–0 | 2–1 | 2–1 | 4–0 |
| Khayr Vahdat            | 3–0 | 2–0  | 2–0 | 0–1 | 1–1 |     | 1–0 | 0–0 | 0–0 | 2–0 |
| Parvoz Bobojon Ghafurov | 1–2 | 0–1  | 0–1 | 0–8 | 0–3 | 1–2 |     | 0–5 | 1–3 | 2–1 |
| Ravshan                 | 3–2 | 1–0  | 5–0 | 1–1 | 1–3 | 1–2 | 1–0 |     | 2–1 | 3–0 |
| Regar-TadAZ             | 1–0 | 1–0  | 6–0 | 0–0 | 1–1 | 2–2 | 3–0 | 2–2 |     | 2–1 |
| Vakhsh                  | 0–0 | 4–2  | 1–0 | 0–3 | 1–3 | 1–1 | 1–0 | 0–1 | 0–3 |     |

## Topscores
| Rank | Speler                | Club                | Doelpunten |
| ---- | --------------------- | ------------------- | ---------- |
| 1    | Manuchekhr Dzhalilov  | Istiklol            | 22         |
| 2    | Hossein Sohrabi       | Ravshan Kulob       | 18         |
| 3    | Kamil Saidov          | Regar-TaDAZ         | 9          |
| 3    | Fatkhullo Fatkhuloev  | Istiklol            | 9          |
| 5    | Davronjon Tukhtasunov | CSKA                | 8          |
| 6    | Komron Tursunov       | Regar-TaDAZ         | 7          |
| 6    | Manuel Bleda          | Istiklol            | 7          |
| 6    | Andoh Napoleon        | Khayr Vahdat / CSKA | 7          |
| 9    | Dilshod Vasiev        | Istiklol            | 6          |
| 9    | Farkhod Tokhirov      | Khujand             | 6          |

### Hattricks
| Spelers               | Voor     | Tegen   | Resultaat | Datum             |
| --------------------- | -------- | ------- | --------- | ----------------- |
| Manuchekhr Dzhalilov4 | Istiklol | CSKA    | 5–1       | 4 mei 2015        |
| Manuchekhr Dzhalilov5 | Istiklol | Khayr   | 8–0       | 9 augustus 2015   |
| Hoseyni Sohrobi4      | Ravshan  | Parvoz  | 5–0       | 12 september 2015 |
| Manuchekhr Dzhalilov  | Istiklol | Parvoz  | 8–0       | 26 oktober 2015   |
| Manuchekhr Dzhalilov  | Istiklol | Khujand | 7–1       | 22 november 2015  |

- 4 speler maakt een 4 doelpunten
- 5 speler maakt een 5 doelpunten

1992 · 1993 · 1994 · 1995 · 1996 · 1997 · 1998 · 1999 · 2000 · 2001 · 2002 · 2003 · 2004 · 2005 · 2006 · 2007 · 2008 · 2009 · 2010 · 2011 · 2012 · 2013 · 2014 · 2015 · 2016 · 2017 · 2018 · 2019 · 2020 · 2021 · 2022 · 2023 · 2024 · 2025
Chatlon · 
Choedzjand ·
CSKA Pomir · 
Doesjanbe-83 · 
Fajzdjand · 
Istaravshan · 
Istiklol · 
Koektosj Rudaki · 
Lokomotiv Pomir · 
Regar-TadAZ